# Ключников Юрій Вікторович
Юрій Вікторович Ключников (рос. Юрий Викторович Ключников; 17 вересня 1983, м. Москва, СРСР) — російський хокеїст, воротар. Виступає за «Металург» (Новокузнецьк) у Континентальній хокейній лізі.
Вихованець хокейної школи «Крила Рад» (Москва). Виступав за «Крила Рад-2» (Москва), ТХК «Твер», «Крила Рад» (Москва), ХК МВД, ХК «Бєлгород», «Зауралля» (Курган), «Южний Урал» (Орськ), «Дизель» (Пенза), «Сибір» (Новосибірськ).
У складі юніорської збірної Росії учасник чемпіонату світу 2001.